# 슈픽스원반날개박쥐
슈픽스원반날개박쥐(Thyroptera tricolor)는 원반날개박쥐과에 속하는 박쥐의 일종이다. 주로 남아메리카와 중앙아메리카에 서식한다.